# مصدر الأشعة السينية الفيزيائية الفلكية
مصادر الأشعة السينية الفيزيائية الفلكية هي أجسام فلكية ذات خصائص فيزيائية تؤدي إلى انبعاث الأشعة السينية .
.

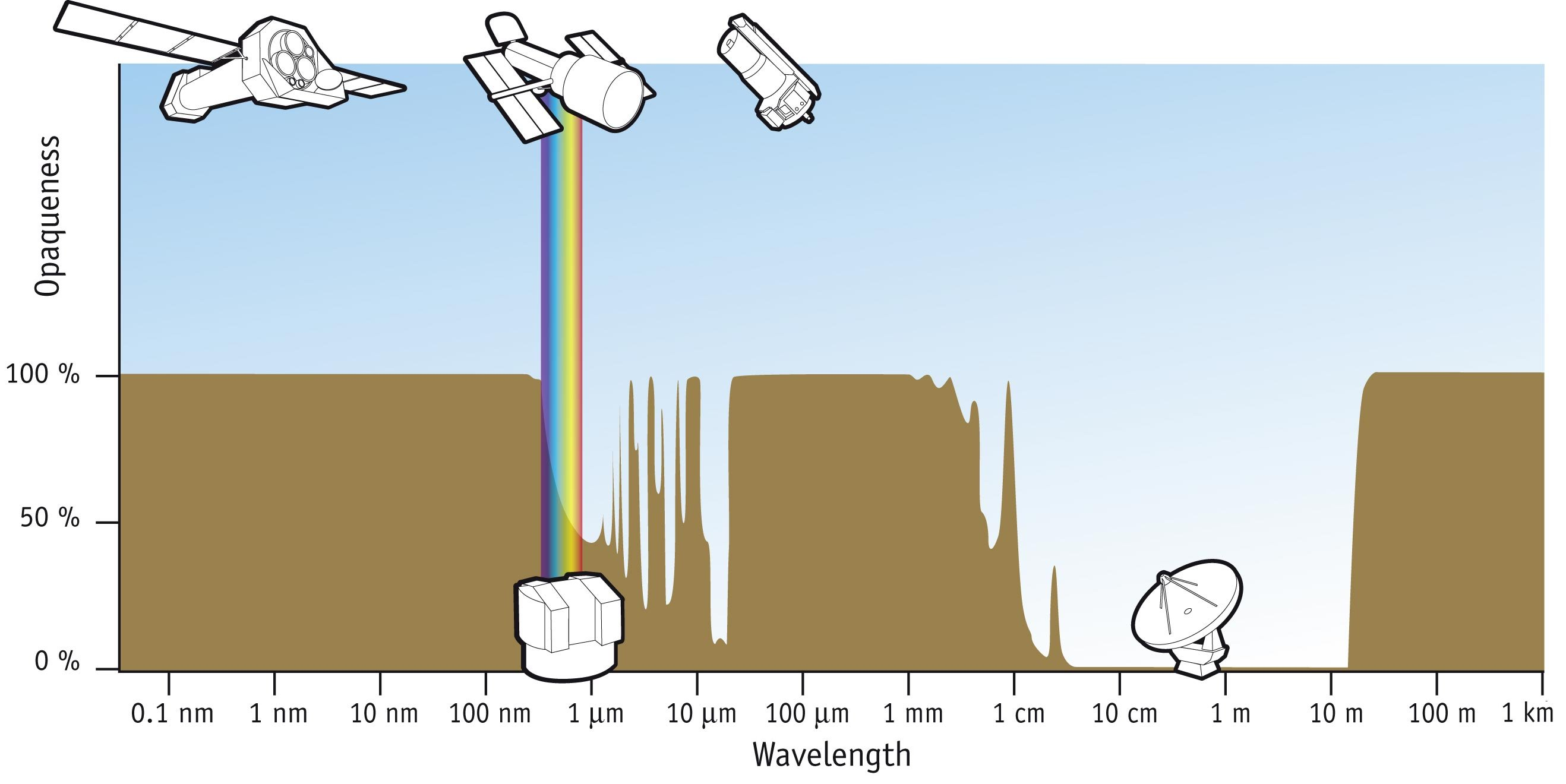
تبدأ الأشعة السينية عند ~0.008 نانومتر وتمتد عبر الطيف الكهرومغناطيسي إلى ~8 نانومتر، حيث يكون الغلاف الجوي للأرض معتمًا

تبدأ الأشعة السينية عند مستوى ~0.008 نانومتر وتمتد عبر الطيف الكهرومغناطيسي إلى ~8 نانومتر، حيث يكون الغلاف الجوي للأرض معتمًا .
عدة أنواع من الأجسام الفيزيائية الفلكية تنبعث منها الأشعة السينية. وهي تشمل مجموعات العناقيد المجرية ، والثقوب السوداء في نوى المجرة النشطة (AGN)، والأجسام المجرية مثل بقايا المستعرات ، و النجوم ، ونجموم ثنائية التي تحتوي على قزم أبيض ، ونجم نيوتروني أو ثقب أسود ( ثنائيات الأشعة السينية ). تبعث بعض أجسام النظام الشمسي الأشعة السينية، وأبرزها القمر ، على الرغم من أن معظم سطوع الأشعة السينية للقمر ينشأ من الأشعة السينية الشمسية المنعكسة.
حيث يُعتقد أن مجموعة من العديد من مصادر الأشعة السينية التي لم يتم حلها بعد تنتج خلفية الأشعة السينية المرصودة .يمكن أن تنشأ سلسلة الأشعة السينية من إشعاع الكولوم المغناطيسي أو العادي، وإشعاع الجسم الأسود ، وإشعاع السنكروتروني ، وتشتت كومبتون العكسي للفوتونات ذات الطاقة المنخفضة بواسطة الإلكترونات النسبية، والاصطدامات العرضية للبروتونات السريعة مع الإلكترونات الذرية، وإعادة التركيب الذري. مع أو بدون انتقالات إلكترونية إضافية.